# ريتشارد غليسون
ريتشارد غليسون (2 ديسمبر 1987 ببلاكبول في المملكة المتحدة - ) (بالإنجليزية: Richard Gleeson)‏ هو لاعب كريكت بريطاني. لعب مع Rangpur Riders ‏ ونادي مقاطعة نورثامبتونشير للكريكت ‏.

## وصلات خارجية
- ريتشارد غليسون على موقع إي آس بي آن كريك إنفو (الإنجليزية)